# Hermann Bleibtreu
Hermann Bleibtreu  (* 4. März 1821 in Pützchen bei Bonn; † 25. April 1881 in Bonn) war ein deutscher Chemiker und Erfinder des deutschen Portlandzements.
Neben der Herstellung von Zement war Bleibtreu auch in der Gewinnung von Braunkohle aktiv. Ihm zu Ehren ist der Bleibtreusee in der Ville benannt, der aus einem gefluteten Tagebaurestloch entstand.

## Leben
Sein Vater war der Bergwerks- und Fabrikbesitzer Leopold Bleibtreu (1777–1839), Gründer der Alaunhütte auf der Ennert-Hardt. Hermann Bleibtreu studierte an den Universitäten Bonn und Gießen sowie am Royal College of Chemistry in London. An der Universität Gießen erwarb er unter dem Dekanat Justus von Liebigs seinen Abschluss.
In den 1850er Jahren hatte schon William, der Sohn von Joseph Aspdin, seinen Portlandzement nach Deutschland gebracht. 1853 brannte Hermann Bleibtreu seinen ersten Zement (vgl. Zementklinker) in seinem Labor bei der Anna-Magdalena-Grube auf der Alaunhütte.
Von 1852 bis 1855 errichtete Bleibtreu in Züllchow bei Stettin eine Portlandzementfabrik. 1855 wurde hierfür die Stettiner Portland Cement Fabrik als Aktiengesellschaft gegründet, Bleibtreu wurde ihr erster Betriebsleiter.
1856 wechselte Bleibtreu als Generaldirektor zur 1853 gegründeten Bonner Bergwerks- und Hütten-Verein Aktiengesellschaft, einer Vereinigung benachbarter Kohlegruben und Alaunhütten unter anderem der Familie Bleibtreu. In diesem Amt blieb er bis 1871 und gründete er 1858 ihre Bonner Zementfabrik bei Oberkassel. Den Kalkstein bezog sie aus Budenheim bei Mainz und den Ton aus der näheren Umgebung. Die Rohstoffe wurden von Schiffen direkt vor die Rohmühle transportiert. Die Qualität war so gut, dass sich sein Zement gegen die englischen Konkurrenzprodukte durchsetzte und auf der Internationalen Industrie-Ausstellung 1862 in London eine Medaille gewann. Verwendung fand er unter anderem für den Bau des Kölner Doms und der Kölner Dombrücke.
Hermann Bleibtreu war Mitglied der Gesellschaft Deutscher Naturforscher und Ärzte. In seinem 1875 erbauten Wohnhaus in der Bonner Weststadt (Kreuzbergweg 5) war in der Zeit des Nationalsozialismus eine Außendienststelle der Gestapo beheimatet, heute ist hier das Arbeitsgericht Bonn ansässig. Er war auch Mitglied des Vereins Deutscher Ingenieure (VDI) und des Kölner Bezirksvereins des VDI.